# 红斑性肢痛病
红斑性肢痛病 一种罕见的血管病。表现为手足血管阵发性地扩张收缩，伴有灼痛、皮肤温度升高并发红。可能是遗传性疾病，也可能是皮肤对热和张力过敏所致。